# Lizzie Deignanová
Elizabeth Mary Deignan (za svobodna Armitstead; * 18. prosince 1988) je britská profesionální silniční cyklistka jezdící za UCI Women's WorldTeam Trek–Segafredo. Je mistryní světa v silničním závodu z roku 2015.
Deignanová je také vítězkou silničního závodu na Hrách Commonwealthu 2014 a dvojnásobnou vítězkou seriálu UCI Women's Road World Cup z let 2014 a 2015. Na letních olympijských hrách 2012 Deignanová získala stříbrnou medaili v silničním závodu. Za svou dosavadní kariéru se také stala čtyřikrát národní šampionkou v silničním závodu, a to v letech 2011, 2013, 2015 a 2017.
V roce 2021 Deignanová vyhrála historicky první ročník ženské varianty monumentu Paříž–Roubaix, čímž doplnila svá dřívější vítězství z ženských závodů Kolem Flander a Lutych–Bastogne–Lutych. Díky tomu se stala historicky první ženou, co získala "trojkorunu" všech tří existujících ženských monumentů.
Před svou silniční kariérou se Deignanová soustředila na dráhovou cyklistiku a získala 5 medailí na mistrovství světa v dráhové cyklistice v letech 2009 a 2010 včetně zlaté medaile z týmové stíhačky v roce 2009, kterou získala společně s Joannou Rowsellovou a Wendy Houvenaghelovou.

## Kariéra
Deignanová se narodila ve městě Otley v hrabství West Yorkshire, kde navštěvovala školu Prince Henry's Grammar School, státní všeobecně zaměřenou školu. S cyklistikou začala v roce 2004 po návštěvě její školy British Cycling's Olympic Talent Teamem. Je absolventkou programu Britské cyklistické federace Olympic Podium Programme.

### 2005–2009: Roky na dráze
Deignanová v roce 2005 získala stříbrnou medaili ve scratchi na Mistrovství světa v dráhové cyklistice juniorů. V letech 2007 a 2008 se stala mistryní Evropy ve scratchi do 23 let a v bodovacím závodu do 23 let získala v roce 2007 stříbro. V sérii Track Cycling World Cup Classics 2008–09 získala celkem 7 zlatých medailí a zúčastnila se tří z pěti kol. Deignanová byla členkou týmu, který vyhrál zlatou medaili v týmové stíhačce na mistrovství světa 2009. Na tom samém šampionátu se zúčastnila i scratche, kde i přes pád ke konci závodu získala stříbrnou medaili. Svou sbírku medailí doplnila i o bronz z bodovacího závodu. Tento cenný kov získala se znecitlivělým a připoutaným pravým zápěstím - byla schopná hýbat pouze ukazováčkem a palcem.

### 2009–2011: Přesun na silnici
Souběžně s průlomem na dráze se Deignanová zlepšovala i v silniční cyklistice. V roce 2008 byla součástí týmu, jenž napomohl Nicole Cookeové ke zlatu v silničním závodu na mistrovství světa 2008 v italském Varese a následující rok strávila v týmu Lotto–Belisol Ladiesteam, s nímž objela několik závodů nejvyšší úrovně. Také se stala národní šampionkou v silničním závodu do 23 let a po zásahu předsedy Britské cyklistické federace získala i stříbro v elitním závodu. V tu samou sezónu také vyhrála etapu na Tour de l'Ardèche a soutěž mladých jezdkyň na Giru d'Italia Během zimy 2009–10 se Deignanová vrátila na dráhu a získala 2 zlaté medaile v Manchesteru v rámci UCI Track Cycling World Cup Classics a 2 stříbrné na mistrovství světa 2010. V roce 2010 se Deignanová připojila k týmu Cervélo TestTeam. Toho roku vyhrála další 3 etapy na Tour de l'Ardèche a získala stříbro v silničním závodu na Hrách Commonwealthu 2010 v Dillí. Deignanová s týmem Cervélo TestTeam, přejmenovaným na Garmin–Cervélo, zůstala i v sezóně 2011.

### Sezóna 2012
Po zániku týmu Garmin–Cervélo se Deignanová pro sezónu 2012 připojila k týmu AA Drink–leontien.nl. Celou svou sezónu se rozhodla věnovat přípravě na letní olympijské hry 2012 konané v Londýně. Při jarních klasikách získala vítězství na Omloop van het Hageland a Gent–Wevelgem. Na samotných hrách získala stříbro v silničním závodu poté, co byla poražena vítěznou Marianne Vosovou, a stala se tak prvním britským medailistou her.

### Sezóna 2013
Na sezónu 2013 se Deignanová přesunula do týmu Boels–Dolmans poté, co jí druhý rok v řadě zaniknul stávající tým. Její sezóna byla poznamenaná opakovanými bolestmi břicha, které byly nakonec diagnostikovány jako symptomy hiátové hernie. I přes její dobře zdokumentované zdravotní problémy Deignanová vyhrála silniční závod na národním šampionátu v Glasgow, díky čemuž získala svůj druhý kariérní bílý, červený a modrý dres.

### Sezóna 2014
V dubnu 2014 bylo oznámeno, že Deignanová podepsala prodloužení kontraktu s týmem Boels–Dolmans do konce roku 2016. Deignanová si užívala nejlepší rok své kariéry, který začala vítězstvím na klasice Omloop van het Hageland. O týden později vyhrála první závod roku v rámci UCI Women's Road World CupWorld Cupu, Ronde van Drenthe, díky skvělé práci týmové kolegyně Ellen van Dijkové, jež pro Deignanovou stáhla v posledních kilometrech značnou časovou ztrátu. Na monumentu Kolem Flander dojela Deignanová na 2. místě za van Dijkovou. 27. června 2014 se také zúčastnila historicky prvního ročníku jednodenního závodu La Course by Le Tour de France, ale 1 km před cílem měla nehodu. O týden později Deignanová vyhrála silniční závod žen na Hrách Commonwealthu, kde 7 km před cílem ujela Emmě Pooleyové a získala tak svou první významnou zlatou medaili. 24. srpna 2014 se stala vítězkou UCI Women's Road World Cupu, ačkoliv zbýval ještě jeden neodjetý závod. 8. místo na Open de Suède Vårgårda jí stačilo k zisku celkového titulu.

### Sezóna 2015
Pro sezónu 2015 si Deignanová znovu jako hlavní cíl sezóny stanovila mistrovstvi světa. V únoru získala svůj první celkový triumf kariéry díky vítězství na etapovém závodu Kolem Kataru, kde také vyhrála 2 etapy. Následně Deignanová získala vítězství na World Cupových závodech Trofeo Alfredo Binda a The Philadelphia Cycling Classic, společně s vítězstvím na Boels Rental Hills Classic.
V červnu byla Deignanová nucena odstoupit z etapového závodu The Women's Tour po srážce se skupinkou fotografů za cílem 1. etapy v Suffolku, kterou vyhrála. I přesto o deset dní později přesvědčivě vyhrála potřetí v kariéře silniční závod na národním šampionátu, čímž se dostala do čela žebříčku UCI. V srpnu si dosprintovala pro vítězství v posledním závodu World Cupu v sezóně, GP de Plouay, čímž obhájila svůj celkový triumf ve světovém poháru před svou hlavní vyzyvatelkou, Annou van der Breggenovou.
Svou životní sezónu Deignanová završila 26. září ziskem vítězství v silničním závodu na mistrovství světa v Richmondu, kde porazila ve sprintu skupinky devíti závodnic van der Breggenovou o vítězství, čímž se stala čtvrtou britskou vítězkou tohoto závodu po Beryl Burtonové, Mandy Jonesové a Nicole Cookeové.

### Sezóna 2016

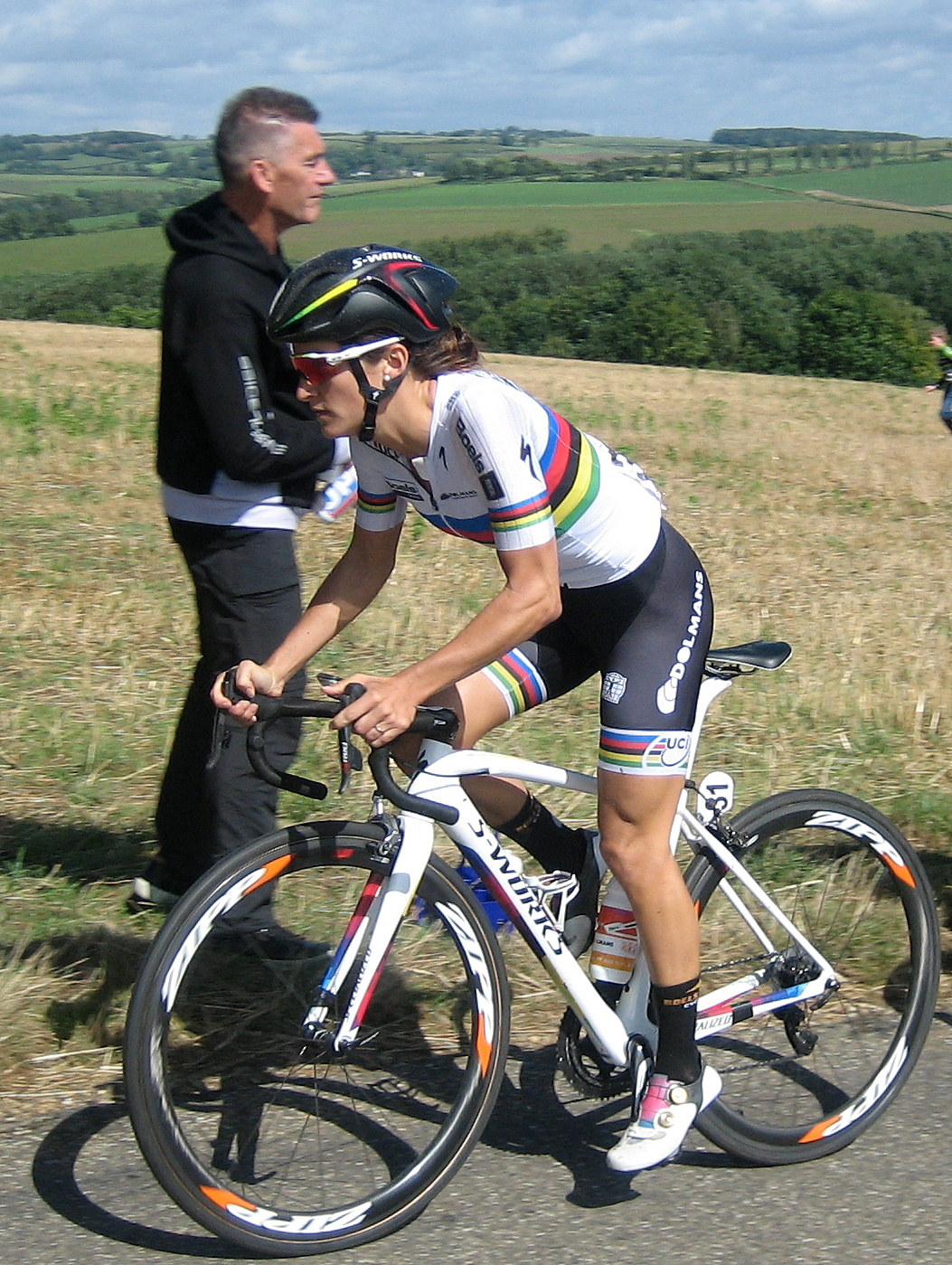
Deignanová na závodu Boels Ladies Tour.

Jako hlavní cíl sezóny 2016 si Deignanová stanovila olympijské hry a svou sezónu začala stejně jako ukončila tu předchozí, kdy si zajistila počet vítězství jak v jednodenních, tak v etapových závodech, čímž prolomila prokletí duhového dresu. Deignanová získala 4 vítězství v úvodním ročníku UCI Women's World Tour: Strade Bianche, Trofeo Alfredo Binda, Kolem Flander a celkové vítězství na The Women's Tour. Deignanová také vyhrála Boels Rental Hills Classic a Omloop Het Nieuwsblad. Na olympijských hrách získala 5. místo v silničním závodu a nezískala tak žádnou medaili.

#### Zmeškané dopingové kontroly
V roce 2016 se Deignanová vyhnula zákazu závodění, kvůli němuž by se nemohla zúčastnit olympijských her. Důvodem mělo být zmeškání tří dopingových kontrol v průběhu 12 měsíců (20. srpna 2015, 5. října 2015 a 9. června 2016), kvůli čemuž jí hrozil čtyřletý zákaz závodění. Deignanová se však u Mezinárodní sportovní arbitráže hájila tím, že první zmeškaný test nebyla její chyba, avšak chyba kontrolních autorit. Soud s ní napoprvé souhlasil a první případ byl označen za nezmeškanou kontrolu, díky čemuž jí bylo umožněno závodit. Toto rozhodnutí bylo různými lidmi kritizováno.
Deignanová 5. srpna 2016 v rozhovoru uvedla, že věří, že lidé už navždy budou pochybovat o jejím statutu jako čistého sportovce. Mistr světa ve squashi James Willstrop se za Deignanovou postavil, kdy argumentoval tím, že složitost kontrolních procedur může snadno vést k zameškání a že během roku 2016 měla 16 negativních testů.

### Sezóna 2017
Deignanová zažila v roce 2017 složitý start. Po třetím místě na Strade Bianche onemocněla a její trénink byl narušen. Na Ardenské klasiky se však dokázala připravit kvalitně a získala druhé místo za týmovou kolegyní Annou van der Breggenovou na Amstel Gold Race, Valonském šípu i na Lutych–Bastogne–Lutych. Hned poté získala na závodě Kolem Yorkshiru, na domácí půdě, své první vítězství sezóny, kdy cílovou pásku proťala s náskokem na nejbližší soupeřky blížícím se minutě. V červnu získala další sólo vítězství v silničním závodu na národním šampionátu, konaném na ostrově Man. Zde zaútočila z malé stíhací skupinky dvě 6,7 kilometru dlouhá kola před cílem společně s Katie Archibaldovou a Hannah Barnesovou. Toto trio 5 km před cílem dojelo a předjel lídryni závodu Elinor Barkerovou. Deignanová ihned poté sama zaútočila a dojela si pro svůj čtvrtý seniorský titul ze silničního závodu na národním šampionátu v kariéře.
Další měsíc získala 2. místo na La Course by Le Tour de France s cílem na Col d'Izoard, kdy byla předstižena pouze Annemiek van Vleutenovou. Deignanová prohlásila, že byla "překvapena" svým výkonem, vzhledem k tomu, že nikdy předtím nezískávala úspěchy na závodech s vrcholovými finiši. V srpnu získala své první World Tourové vítězství sezóny na GP de Plouay poté, co zaútočila na ostatní společně s Pauline Fernandovou-Prévotovou na posledním stoupání. Tu pak Deignanová přesprintovala v cíli a stala se tak třetí dvojnásobnou ženskou vítězkou tohoto závodu, společně s Vosovou a Pooleyovou. Krátce poté však byl zničen zbytek její sezóny poté, co byla během účasti na Boels Rental Ladies Tour zasažena zánětem slepého střeva.

### Sezóna 2020

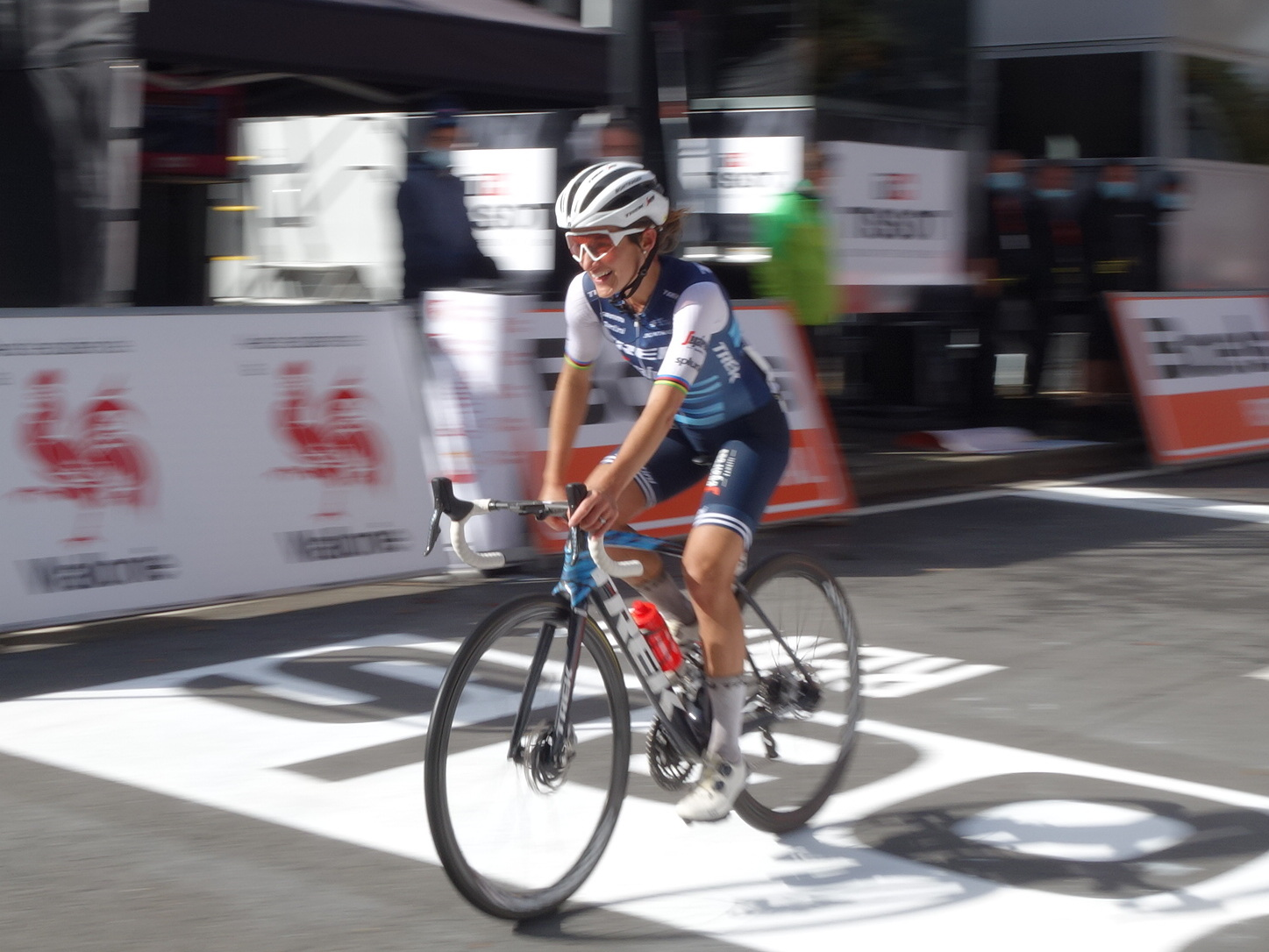
Deignanová v cíli Lutych–Bastogne–Lutych.

Po restartu sezóny se Deignanové dařilo; své první vítězství získala 25. srpna na klasice GP de Plouay, kde v závěrečném sprintu porazila Lizzy Banksovou a stala se tak historicky první trojnásobnou vítězkou tohoto závodu. O 4 dny později Deignanová získala další vítězství, tentokrát na La Course by Le Tour de France. 44 km před cílem zareagovala společně s dalšími několika závodnicemi na nástup Annemiek van Vleutenové a díky tomu se na čele utvořila skupina, která nakonec bojovala o vítězství. Týmová kolegyně Deignanové Elisa Longová Borghinová zahájila sprint, na to zareagovala Marianne Vosová a sama o chvíli později přešla do sprintu. Za ní pověšená Deignanová se však dostala vedle ní a těsně před cílovou páskou ji předčila. V říjnu pak Deignanová vyhrála poprvé v kariéře monument Lutych–Bastogne–Lutych. Zde se připojila do devítičlenné skupiny, jež ujela více než 50 km před cílem. Deignanová pak sama zaútočila 30 km před cílem na Côte de La Redoute. Její náskok vyrostl až na minutu a ačkoliv byla z konce rychle dotahována Grace Brownovou, svůj náskok si udržela až do cíle.

### Sezóna 2021
Deignanová byla vybrána jako součást britské cyklistické reprezentace na olympijských hrách v Tokiu, nichž se zúčastnila společně s týmovou kolegyní Annou Shackleyovou. Závod skončil nečekaným vítězstvím Rakušanky Anny Kiesenhoferové, zatímco Deignanová, jíž se tamní podmínky dle vlastních slov zdály vlhké a obtížné, dojela na 11. místě. Na začátku října Deignanová vyhrála úvodní ročník Paříž–Roubaix díky sólo nástupu na prvním ze 17 dlážděných sektorů, 80 km před cílem.

## Osobní život
Deignanová si 17. září 2016 v Otley vzala za manžela profesionálního silničního cyklistu Philipa Deignana a v září 2018 se narodilo jejich první dítě, dcera Orla.
Střídavě žije v Otley a v Monaku. Deignanová je z mravních důvodů od svých 10 let pescetariánkou.

## Hlavní výsledky

### Dráhová cyklistika
2005
Národní juniorský šampionát
 vítězka bodovacího závodu
 2. místo časovka na 500 m
 3. místo scratch
Juniorské mistrovství světa
 2. místo scratch
2006
Národní šampionát
 2. místo scratch
Národní juniorský šampionát
 2. místo bodovací závod
 2. místo individuální stíhačka
 3. místo scratch
 3. místo časovka na 500 m
2007
Mistrovství Evropy do 23 let
 vítězka scratche
 2. místo bodovací závod
2008
Mistrovství Evropy do 23 let
 vítězka scratche
 vítězka týmové stíhačky
 2. místo bodovací závod
UCI Track Cycling World Cup Classics 2008–09
 vítězka bodovacího závodu – Manchester
 vítězka scratche – Manchester
 vítězka týmové stíhačky – Manchester
 vítězka scratche – Melbourne
 vítězka týmové stíhačky – Melbourne
2009
Mistrovství světa
 vítězka týmové stíhačky
 2. místo scratch
 3. místo bodovací závod
UCI Track Cycling World Cup Classics 2008–09
 vítězka scratche – Kodaň
 vítězka týmové stíhačky – Kodaň
UCI Track Cycling World Cup Classics 2009–10
 vítězka týmové stíhačky – Manchester
 vítězka bodovacího závodu – Manchester
2010
Mistrovství světa
 2. místo týmová stíhačka
 2. místo omnium
2011
Národní šampionát
 vítězka bodovacího závodu
 vítězka scratche
2015
Revolution Series
vítězka bodovací závodu – Manchester (3. kolo)
vítězka bodovací závodu – Glasgow (4. kolo)
3. místo scratch – Glasgow (4. kolo)

### Silniční cyklistika
2006
Národní šampionát
 vítězka kritéria
vítězka WCRA Criterium Championships
2007
Národní šampionát
 vítězka kritéria
5. místo Omloop van Borsele
Mistrovství Evropy
6. místo silniční závod do 23 let
2009
Národní šampionát
 vítězka silničního závodu do 23 let
2. místo silniční závod
Giro d'Italia Femminile
 vítězka soutěže mladých jezdkyň
Tour de l'Ardèche
3. místo celkově
 vítězka bodovací soutěže
vítězka 6. etapy
8. místo Omloop van Borsele
8. místo Chrono Champenois
9. místo Kolem Bernu
2010
Národní šampionát
 vítězka silničního závodu do 23 let
2. místo silniční závod
Tour de l'Aude Cycliste Féminin
vítězka 1. etapy
Hry Commonwealthu
 2. místo silniční závod
La Route de France
4. místo celkově
vítězka 6. etapy
Tour de l'Ardèche
4. místo celkově
 vítězka bodovací soutěže
vítězka etap 3, 4 a 5
5. místo Emakumeen Saria
Ster Zeeuwsche Eilanden
7. místo celkově
7. místo Grand Prix Elsy Jacobs
Mistrovství světa
9. místo silniční závod
2011
Národní šampionát
 vítězka silničního závodu
Thüringen Rundfahrt der Frauen
 vítězka bodovací soutěže
vítězka 6. etapy
Kolem ostrova Čchung-ming
vítězka 1. etapy
2. místo Kolem ostrova Čchung-ming World Cup
3. místo Open de Suède Vårgårda TTT
4. místo Omloop van Borsele
6. místo GP Ciudad de Valladolid
Mistrovství světa
7. místo silniční závod
7. místo GP Stad Roeselare
10. místo Ronde van Drenthe
2012
vítězka Omloop van het Hageland
vítězka Gent–Wevelgem
Olympijské hry
 2. místo silniční závod
10. místo časovka
Národní šampionát
2. místo silniční závod
3. místo Novilon Euregio Cup
Thüringen Rundfahrt der Frauen
4. místo celkově
4. místo Gooik–Geraardsbergen–Gooik
4. místo Durango-Durango Emakumeen Saria
Ster Zeeuwsche Eilanden
6. místo celkově
8. místo GP Stad Roeselare
10. místo Omloop Het Nieuwsblad
2013
Národní šampionát
 vítězka silničního závodu
2. místo časovka
2. místo Holland Hills Classic
2. místo Ridderronde Maastricht
Holland Ladies Tour
3. místo celkově
 vítězka sprinterské soutěže
 vítězka kombinované soutěže
La Route de France
6. místo celkově
Energiewacht Tour
7. místo celkově
7. místo Ronde van Drenthe World Cup
9. místo Kolem Flander
2014
UCI Women's Road World Cup
 celková vítězka
Hry Commonwealthu
 vítězka silničního závodu
vítězka Omloop van het Hageland
vítězka Ronde van Drenthe World Cup
vítězka Otley Grand Prix
Thüringen Rundfahrt der Frauen
2. místo celkově
 vítězka bodovací soutěže
 vítězka vrchařské soutěže
2. místo Trofeo Alfredo Binda
2. místo Kolem Flander
2. místo Valonský šíp
2. místo Durango-Durango Emakumeen Saria
Národní šampionát
3. místo silniční závod
3. místo Drentse 8
3. místo Omloop Het Nieuwsblad
3. místo RideLondon Grand Prix
3. místo Open de Suède Vårgårda TTT
Mistrovství světa
7. místo silniční závod
8. místo Open de Suède Vårgårda
8. místo GP de Plouay
2015
Mistrovství světa
 vítězka silničního závodu
 2. místo týmová časovka
UCI Women's Road World Cup
 celková vítězka
Národní šampionát
 vítězka silničního závodu
Kolem Kataru
 celková vítězka
 vítězka bodovací soutěže
vítězka 3. a 4. etapy
vítězka Trofeo Alfredo Binda
vítězka Holland Hills Classic
vítězka The Philadelphia Cycling Classic
vítězka GP de Plouay
The Women's Tour
vítězka 1. etapy
2. místo Strade Bianche
3. místo Omloop Het Nieuwsblad
3. místo Crescent Women World Cup Vårgårda TTT
4. místo La Course by Le Tour de France
7. místo Ronde van Drenthe World Cup
8. místo Kolem Flander
2016
Mistrovství světa
 vítězka týmové časovky
4. místo silniční závod
The Women's Tour
 celková vítězka
 nejlepší britská závodnice
vítězka 3. etapy
vítězka Omloop Het Nieuwsblad
vítězka Strade Bianche
vítězka Trofeo Alfredo Binda
vítězka Kolem Flander
vítězka Holland Hills Classic
vítězka Crescent Vårgårda UCI Women's WorldTour TTT
Holland Ladies Tour
vítězka 2. etapy (TTT)
Olympijské hry
5. místo silniční závod
2017
Národní šampionát
 vítězka silničního závodu
vítězka Kolem Yorkshiru
vítězka GP de Plouay
Giro Rosa
vítězka 1. etapy (TTT)
2. místo La Course by Le Tour de France
2. místo Amstel Gold Race
2. místo Valonský šíp
2. místo Lutych–Bastogne–Lutych
3. místo Strade Bianche
2019
The Women's Tour
 celková vítězka
 vítězka bodovací soutěže
 nejlepší britská závodnice
vítězka 5. etapy
Holland Ladies Tour
7. místo celkově
7. místo Lutych–Bastogne–Lutych
2020
UCI Women's World Tour
 celková vítězka
vítězka Lutych–Bastogne–Lutych
vítězka GP de Plouay
vítězka La Course by Le Tour de France
Giro Rosa
vítězka 1. etapy (TTT)
4. místo Valonský šíp
Mistrovství světa
6. místo silniční závod
8. místo Gent–Wevelgem
9. místo Emakumeen Nafarroako Klasikoa
2021
Tour de Suisse Women
 celková vítězka
 vítězka bodovací soutěže
 vítězka vrchařské soutěže
vítězka Paříž–Roubaix
Giro Rosa
4. místo celkově
vítězka 1. etapy (TTT)
7. místo GP de Plouay
Thüringen Ladies Tour
9. místo celkově
9. místo La Course by Le Tour de France

#### Výsledky na klasikách
| Monument               | 2009              | 2010              | 2011              | 2012              | 2013              | 2014              | 2015              | 2016              | 2017              | 2018              | 2019              | 2020      | 2021      |
| ---------------------- | ----------------- | ----------------- | ----------------- | ----------------- | ----------------- | ----------------- | ----------------- | ----------------- | ----------------- | ----------------- | ----------------- | --------- | --------- |
| Kolem Flander          | —                 | —                 | —                 | 34                | 9                 | 2                 | 8                 | 1                 | 17                | —                 | —                 | DNF       | 18        |
| Lutych–Bastogne–Lutych | Závod neexistoval | Závod neexistoval | Závod neexistoval | Závod neexistoval | Závod neexistoval | Závod neexistoval | Závod neexistoval | Závod neexistoval | 2                 | —                 | 7                 | 1         | —         |
| Paříž–Roubaix          | Závod neexistoval | Závod neexistoval | Závod neexistoval | Závod neexistoval | Závod neexistoval | Závod neexistoval | Závod neexistoval | Závod neexistoval | Závod neexistoval | Závod neexistoval | Závod neexistoval | NS        | 1         |
| Klasika                | 2009              | 2010              | 2011              | 2012              | 2013              | 2014              | 2015              | 2016              | 2017              | 2018              | 2019              | 2020      | 2021      |
| Omloop Het Nieuwsblad  | —                 | —                 | —                 | 10                | 36                | 3                 | 3                 | 1                 | —                 | —                 | —                 | —         | 111       |
| Strade Bianche         | Závod neexistoval | Závod neexistoval | Závod neexistoval | Závod neexistoval | Závod neexistoval | Závod neexistoval | 2                 | 1                 | 3                 | —                 | —                 | 37        | —         |
| Ronde van Drenthe      | —                 | —                 | 10                | 17                | 7                 | 1                 | 7                 | DNF               | —                 | —                 | —                 | NS        | —         |
| Trofeo Alfredo Binda   | —                 | —                 | —                 | —                 | DNF               | 2                 | 1                 | 1                 | 39                | —                 | —                 | NS        | 12        |
| Gent–Wevelgem          | Závod neexistoval | Závod neexistoval | Závod neexistoval | 1                 | —                 | —                 | —                 | 17                | —                 | —                 | —                 | 8         | 17        |
| Amstel Gold Race       | Nejelo se         | Nejelo se         | Nejelo se         | Nejelo se         | Nejelo se         | Nejelo se         | Nejelo se         | Nejelo se         | 2                 | —                 | 19                | NS        | —         |
| Valonský šíp           | 22                | —                 | 47                | —                 | 12                | 2                 | 21                | 28                | 2                 | —                 | 23                | 4         | —         |
| GP de Plouay           | 20                | 49                | 71                | —                 | 24                | 8                 | 1                 | 66                | 1                 | —                 | —                 | 1         | 7         |
| Open de Suède Vårgårda | —                 | —                 | 14                | —                 | DNF               | 8                 | 19                | 62                | 35                | —                 | 46                | Nejelo se | Nejelo se |

| —   | Nezúčastnila se |
| DNF | Nedokončila     |
| JS  | Jede se         |
| NS  | Nejelo se       |